# クラフトパルプ
クラフトパルプ （Kraft pulp）とは、アルカリ性薬剤を用いて木材から得るパルプのこと。アルファベットの頭文字を取り、KPと略され、この製造プロセスのことをクラフトプロセス（クラフト法）と呼ぶ。

## 製法
チップにした木材にアルカリ性薬剤を加え、高温・高圧下で煮る。
このアルカリ性薬剤は、水酸化ナトリウム（苛性ソーダ）と硫化ナトリウム・ポリ硫化ナトリウムが主成分で、助剤としてキノン、硫酸ナトリウム、硫化水素ナトリウムなどが添加された薬剤（白液）を加えることもある。
煮る過程で苛性ソーダのアルカリ分によってリグニンが水溶化され、また分解された有機酸が中和される。硫化ナトリウムは加水分解により硫化水素ナトリウムを経て苛性ソーダになるため、煮る過程で減っていく苛性ソーダを補給する役割を果たす。煮た後、溶液を分離し（分離されたものがいわゆる黒液である）、よく洗ってパルプ以外の不純物を除去したものは、クラフトパルプ（ドイツ語で「強いパルプ」の意味）と呼称される。
黒液はリグニンを多く含み、ソーダ回収ボイラーにて燃料にされる。燃やした後の残渣（スメルトもしくは緑液）は水溶性であり、生石灰を混ぜることで再び白液に戻り再利用される。

## 利点
クラフトプロセスは、原料の木材を選ばずパルプ化でき、得られるパルプも強度に優れたものができる。また亜硫酸・亜硫酸塩（主に亜硫酸カルシウム）を用いた亜硫酸法（サルファイトパルプ）、亜硫酸塩ベースの薬液に緩衝剤として炭酸ナトリウムや重炭酸ナトリウムを混ぜ中性液にした中性亜硫酸セミケミカル法に比べ蒸解に用いる薬液の再生が容易なことや、苛性ソーダを単独で使うソーダ法のように有機酸による薬液アルカリ分の中和に対する抵抗性という利点があるため、漂白工程の高度化とともに化学パルプ製造において優位に立った。

## 欠点
クラフトパルプを用いた紙袋に代表されるように、得られるパルプの透明度・純度・収率とも、亜硫酸法で処理したサルファイトパルプには劣る。また硫化水素・硫化メチル・メチルメルカプタンなどの悪臭となる成分が発生することも課題として残る。

## 応用品
応用品としては、漂白した洋紙はもちろんのこと、漂白せずに強度を持たせたクラフト紙がある。クラフト紙は段ボールの原料ともなる。